# Melhus (przystanek kolejowy)
Melhus – kolejowy przystanek osobowy w Melhus, w regionie Trøndelag w Norwegii, jest oddalony od Oslo Sentralstasjon o 531,42 km a od Trondheim o 20,78 km. Znajduje się na wysokości 24,4 m n.p.m.

## Ruch pasażerski
Należy do linii Dovrebanen, Jest elementem kolei aglomeracyjnej w Trondheim i obsługuje lokalny ruch do Røros, Trondheim S i Steinkjer. W ciągu dnia odchodzi z niej ok. 10 pociągów.

## Obsługa pasażerów
Wiata, parking na 50 samochodów, parking rowerowy, kiosk, przystanek autobusowy. Odprawa podróżnych odbywa się w pociągu.